# Старий Келбув
Старий Келбув (пол. Stary Kiełbów) — село в Польщі, у гміні Стара Блотниця Білобжезького повіту Мазовецького воєводства.
Населення — 174 особи (2011).
У 1975-1998 роках село належало до Радомського воєводства.

## Демографія
Демографічна структура станом на 31 березня 2011 року:
|          | Загалом | Допрацездатний вік | Працездатний вік | Постпрацездатний вік |
| -------- | ------- | ------------------ | ---------------- | -------------------- |
| Чоловіки | 93      | 20                 | 63               | 10                   |
| Жінки    | 81      | 17                 | 45               | 19                   |
| Разом    | 174     | 37                 | 108              | 29                   |